# NASCAR 2000
NASCAR 2000 (Chinees: 云斯顿赛车2000) is een computerspel dat werd ontwikkeld en uitgegeven door EA Sports en co-ontwikkeld door Stormfront Studios. Het spel kwam op 30 september 1999 uit voor de Nintendo 64, 29 februari 2000 voor de PlayStation en 30 augustus 2000 voor de Game Boy. Het spel is gebaseerd op de 1999 NASCAR Winston Cup Series. Dit spel werd samen met NASCAR 98 gezien als de beste in de Nascar serie. Het was het derde spel in de Nascar serie. Dit was de laatste versie voor de PC, want de volgende spellen kwamen niet uit voor dit platform NASCAR 2001 en NASCAR Thunder 2002. Het spel bevat achttien tracks en enkele fantasie races. In het spel kan gekozen worden tussen 30 coureurs en enkele legendarische coureurs. Het spel perspectief van het spel is in de eerste of derde persoon.

## Platforms
| Jaar | Platform                 |
| ---- | ------------------------ |
| 1999 | Nintendo 64, PlayStation |
| 2000 | Game Boy Color, Windows  |

## Ontvangst
| Beoordeeld door                          | Platform       | Datum            | Score |
| ---------------------------------------- | -------------- | ---------------- | ----- |
| Official U.S. PlayStation Magazine (OPM) | PlayStation    | november 1999    | 80%   |
| Adrenaline Vault, The (AVault)           | PlayStation    | 15 december 1999 | 80%   |
| GameSpot                                 | Game Boy Color | 7 augustus 2000  | 76%   |
| GameSpot                                 | PlayStation    | 29 oktober 1999  | 75%   |
| IGN                                      | PlayStation    | 29 oktober 1999  | 70%   |
| Computer Gaming World (CGW)              | Windows        | juli 2000        | 70%   |
| All Game Guide                           | Game Boy Color | 2000             | 60%   |
| Gamezilla                                | Nintendo 64    | 23 november 1999 | 60%   |
| Daily Radar                              | Game Boy Color | 2000             | 50%   |
| Adrenaline Vault, The (AVault)           | Windows        | 22 mei 2000      | 50%   |

## Coureurs
- John Andretti
- Johnny Benson
- Geoffroy Bodine
- Jeff Burton
- Ward Burton
- Wally Dallenbach
- Dale Earnhardt
- Dale Earnhardt jr.
- Bill Elliott
- Jeff Gordon
- Bobby Hamilton
- Ernie Irvan
- Kenny Irwin jr.
- Dale Jarrett
- Bobby Labonte
- Terry Labonte
- Kevin Lepage

- Chad Little
- Sterling Marlin
- Mark Martin
- Jeremy Mayfield
- Joe Nemechek
- Steve Park
- Adam Petty
- Kyle Petty
- Richard Petty
- Ricky Rudd
- Ken Schrader
- Mike Skinner
- Tony Stewart
- Kenny Wallace
- Rusty Wallace
- Darrell Waltrip
- Michael Waltrip